# بنجامين فال
بنجامين فال (بالفرنسية: Benjamin Fall)‏ هو لاعب اتحاد الرغبي فرنسي، ولد في 3 مارس 1989 في لانغون في فرنسا.

## وصلات خارجية
- بنجامين فال على موقع IMDb (الإنجليزية)

- بنجامين فال عل موقع إسبنسكروم (الإنجليزية)
- بنجامين فال على موقع ItsRugby.co.uk (الإنجليزية)